# Cephalophorus ogilbyi crusalbum
Il cefalofo dalle zampe bianche (Cephalophorus ogilbyi crusalbum Grubb, 1978), precedentemente Cephalophus crusalbum) è una piccola antilope della tribù dei cefalofi (Cephalophini) all'interno della famiglia dei Bovidi (Bovidae). Venne descritto da Peter Grubb nel 1978 come una sottospecie del cefalofo di Ogilby (Cephalophorus ogilbyi). Tuttavia, dopo una revisione degli ungulati nel 2011 da parte di Colin Groves, viene da taluni studiosi riconosciuto come specie separata.

## Descrizione
Il cefalofo dalle zampe bianche presenta solitamente una lunghezza testa-corpo compresa tra 96,5 e 104,1 cm. Due esemplari catturati misuravano 145 cm. La lunghezza della coda è compresa tra 13 e 16 cm e il peso è di circa 20 kg. Il manto è di colore marrone dorato. Le natiche e la groppa sono più scure dei fianchi. Il collo, le parti anteriori e il ventre sono di colore grigio. Una striscia dorsale nera larga da 2,5 a 6 cm corre dalle spalle alla groppa, dove si restringe a 1 cm e si estende fino alla punta della coda. A parte la striscia dorsale nera, la parte superiore della coda è marrone dorato, mentre quella inferiore presenta peli bianchi più lunghi; l'estremità della coda è costituita da uno stretto ciuffo di peli castano dorati lungo circa 7,5 cm. Tutte e quattro le zampe sono relativamente lunghe con caratteristici peli bianchi sotto le articolazioni del polso e del tarso. La gola e la parte inferiore del mento sono bianche. La testa è grigia con la fronte marrone scuro e il muso nero. Un arco color castano chiaro corre sopra entrambi gli occhi. Il ciuffo sulla sommità della testa, tra gli occhi, è di colore castano scuro. L'esterno delle orecchie è ricoperto da radi peli neri, mentre al loro interno si possono vedere dei vistosi peli bianchi. Le corna, presenti in entrambi i sessi, misurano da 8,7 a 10,9 cm nei maschi e circa 5 cm nelle femmine. La formula dentaria è I 0/3-C 0/1-P 3/3-M 3/3 (× 2), per un totale di 32 denti.

## Distribuzione e habitat

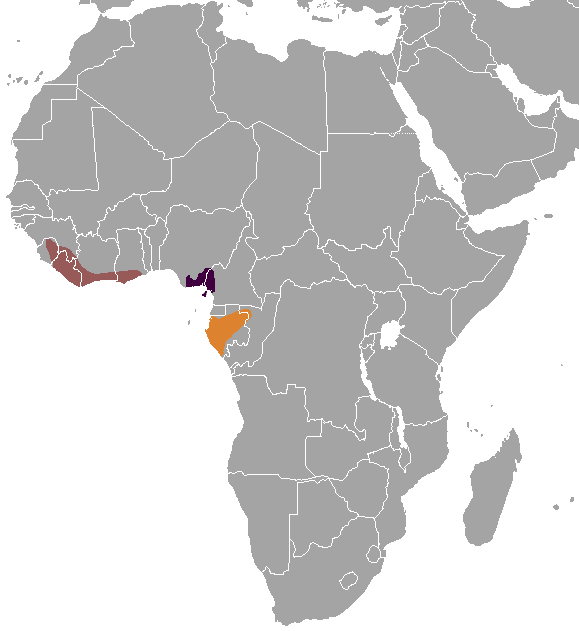
Cephalophorus ogilbyi crusalbum
Cephalophorus brookei
Cephalophorus ogilbyi ogilbyi

L'areale del cefalofo dalle zampe bianche si estende dalla costa del Gabon fino alla parte occidentale della Repubblica del Congo. Il suo habitat sono i blocchi di foresta pluviale e gli appezzamenti forestali all'interno dei mosaici di foresta-savana.

## Biologia
La dieta è composta da frutta, semi e fiori. Il cefalofo dalle zampe bianche è stato osservato spesso sotto gli alberi, dove consuma i frutti lasciati cadere dalle scimmie. Le informazioni sul comportamento riproduttivo sono molto scarse. Gli esemplari giovani presentano un manto fortemente macchiato. Le scarse osservazioni suggeriscono che abbia abitudini diurne e che si alimenti da solo o in coppia.

## Conservazione
La IUCN classifica il cefalofo dalle zampe bianche come «prossimo alla minaccia» (Near Threatened). Pur essendo ancora relativamente comune in gran parte del suo areale, il numero di esemplari è in diminuzione. Attualmente la popolazione complessiva viene valutata sulle 18000 unità.